# Hr M. Ljung, Valhallavägen 117 2 tr. ö.g.
Hr M. Ljung, Valhallavägen 117 2 tr. ö.g. var ett TV-program som sändes första gången 1964. För regin stod Hasse Ekman. För manus stod Yngve Gamlin, Lasse O'Månsson, Björn Lindroth, Kar de Mumma, Kajenn, Beppe Wolgers, Povel Ramel, Hans Alfredson och Tage Danielsson
I programmet medverkade, förutom huvudpersonen Martin Ljung, bland andra: Rolf Bengtsson, Yngve Gamlin, Astrid Strüwer, Arne Borg, Sven Nahlin, Jan Malmsjö, Carli Tornehave, Lasse Lönndahl, Per Myrberg, Birgitta Andersson, Nils Erik Bæhrendtz, Gösta Ekman, Gösta Knutsson, Gösta Krantz, Vilhelm Moberg, Hanny Schedin och Gals and Pals. Kapellmästare och arrangör var Nils Hansén, för koreografin stod Thor Zachrisson och för dekoren Yngve Gamlin. 
Redan under sändningen av det första avsnittet blev Sveriges Radios klagomur nedringd av upprörda tittare som hade synpunkter både på Martin Ljung och på manuset.
Valhallavägen 117 var den tidigare adressen för Svea artilleriregemente till 1949. Regementets tidigare gymnastikbyggnad användes av Sveriges Radio från 1954 och innehöll på övre våningen två stora inspelningsstudior.
Programmet har visats i Minnenas television.